# Commiphora horrida
Commiphora horrida är en tvåhjärtbladig växtart som beskrevs av Emilio Chiovenda. Commiphora horrida ingår i släktet Commiphora och familjen Burseraceae. Inga underarter finns listade i Catalogue of Life.